# هوارد براينت
هوارد براينت (بالإنجليزية: Howard Bryant)‏ هو مقدم تلفزيوني ومؤلف أمريكي، ولد في 25 نوفمبر 1968 في بوسطن في الولايات المتحدة.

## وصلات خارجية
- هوارد براينت على موقع IMDb (الإنجليزية)
- هوارد براينت على موقع قاعدة بيانات الفيلم (الإنجليزية)